# Elizabeth du Gué Trapier
Elizabeth du Gué Trapier (1893-1974) fou una experta en art espanyol. Després de graduar-se en biblioteconomia, va formar part d'un selecte grup de dones escollides per Archer Milton Huntington, centrant el seu estudi en pintures i dibuixos.
Elizabeth du Gué Trapier va néixer el 5 d'abril de 1893 a Washington DC. Va morir el 15 d'octubre de 1974 a Hightstown, Nova Jersey. Miss Trapier va dedicar la major part del seu treball a la Hispanic Society of America. Durant quatre dècades, com a comissària de pintures a aquesta institució, va publicar diversos estudis sobre la història de l'art espanyol. La seva monografia sobre Velázquez, publicada l'any 1948, és un text bàsic, i els seus catàlegs, llibres i articles sobre Josep de Ribera, Goya, El Greco, Valdés Leal i altres artistes espanyols, són de gran importància en la Història de l'art. Miss Trapier va rebre l'Orde del Mèrit Civil l'any 1968, la Medal of Arts and Literature i la Medalla Mitre. A més, pels seus anys de treball a la Hispanic Society of America fou guardonada amb la Medalla Sorolla d'aquesta prestigiosa institució.